# Luding Khenchen Rinpoché
Luding Khenchen Rinpoché Jamyang Nyima tibétain : ཀླུ་སྡིངས་མཁན་ཆེན་རིན་པོ་ཆེ་འཇམ་དབྱངས་ཉི་མ, Wylie : klu sdings mkhan chen rin po che 'jam dbyangs nyi ma, né le 25 octobre 1931 près du monastère de Ngor Éwam Chöden au Tibet, est le 75e chef de la tradition Ngor de l'école sakyapa du bouddhisme tibétain.
Il a reçu ses vœux de moine à l'âge de 10 ans et devint pour trois ans abbé du monastère de Ngor Ewam en 1954. Il reçut le dalaï-lama à son retour de son voyage en Inde à la fin des années 1950. À l'époque du soulèvement tibétain de 1959, il s'est exilé en Inde. C'est vers 1968 qu'il a été nommé chef de la tradition de ngor, une fonction qu'il a exercé jusqu'en mars 2000. 

## Source
1. ↑  Autobiographie en anglais.